# Mieczysław Kosz

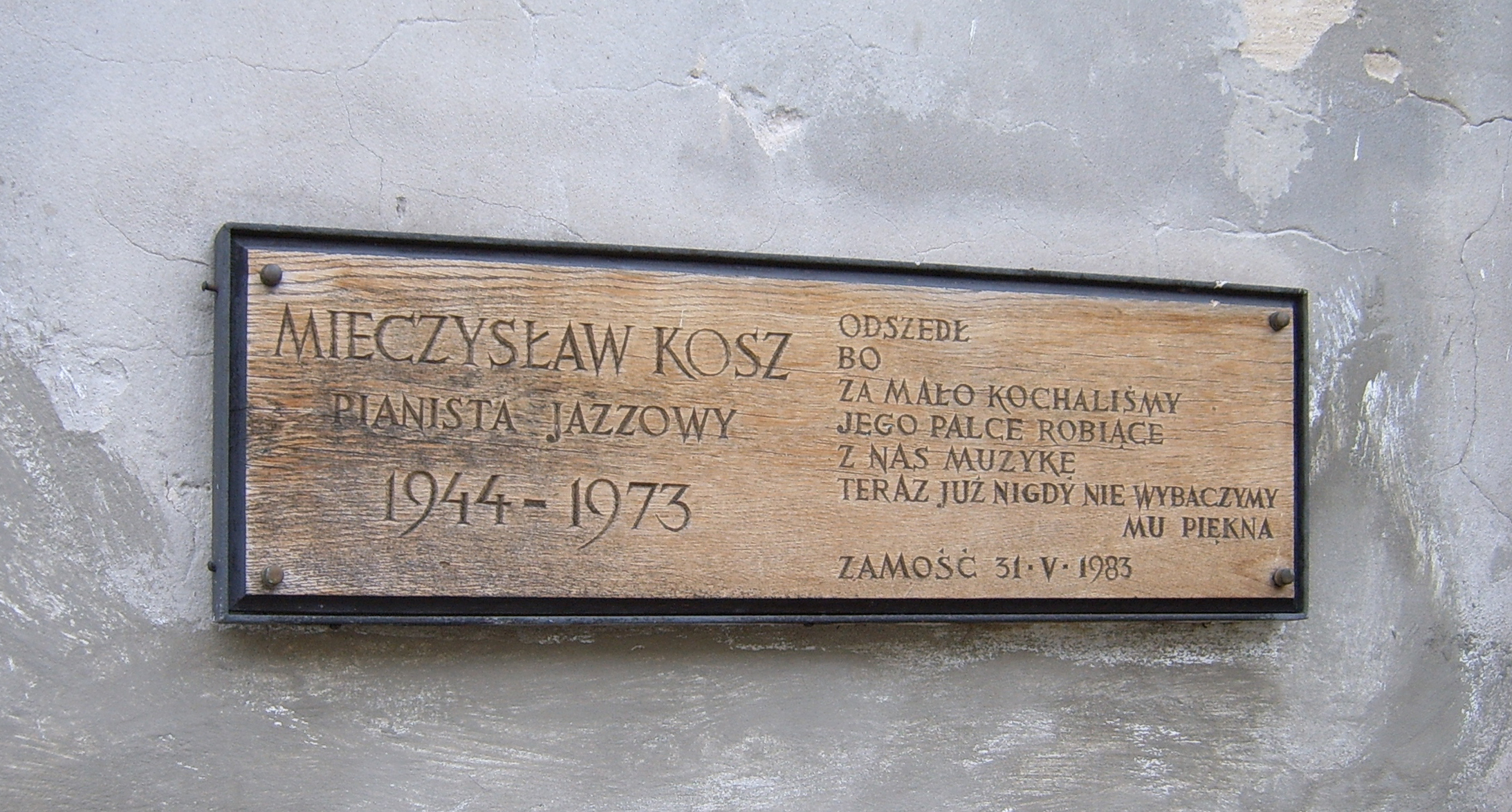
Tablica pamiątkowa M. Kosza w Zamościu przy dawnej siedzibie Jazz Clubu im. M. Kosza

Mieczysław Kosz (ur. 10 lutego 1944 w Antoniówce k. Tomaszowa Lubelskiego, zm. 31 maja 1973 w Warszawie) – polski pianista i kompozytor jazzowy, absolwent średniej szkoły muzycznej. Wywarł znaczący wpływ na polską szkołę jazzu.

## Życiorys
Na skutek postępującej od dzieciństwa choroby, w wieku 12 lat został niewidomy. Jego styl łączył pianistykę jazzową z tradycjami muzyki romantycznej i charakterystycznymi nawiązaniami melodycznymi do polskiego folkloru. Pod względem stylistycznym porównywano go do Billa Evansa, z którym łączył Mieczysława Kosza podobny stosunek do formy i melodyki.
W 1967 dokonał pierwszych nagrań dla Polskiego Radia. Nagrania te dały początek szerszemu zainteresowaniu sztuką ociemniałego pianisty. Współpraca ze znanymi muzykami, m.in. Czesławem Bartkowskim, Jackiem Ostaszewskim, Bronisławem Suchankiem, Januszem Stefańskim i Janem Ptaszynem Wróblewskim, udział w festiwalach Jazz Jamboree i Jazz nad Odrą oraz nagrody w konkursach zagranicznych (Wiedniu, Mönchengladbach, Montreux) zapewniły mu uznanie środowiska jazzowego i słuchaczy.
Zginął tragicznie, wypadając z okna mieszkania. Istnieje hipoteza, że było to samobójstwo, co całkowicie wyklucza przyjaciel i sąsiad pianisty Wojciech Kwapisz, przytaczając relacje świadków jako gość audycji radiowej Zwierzenia przy muzyce (3 listopada 2023, Polskie Radio PIK). Został pochowany we wsi Tarnawatka (przy trasie Zamość – Tomaszów Lubelski).
Imię pianisty nosi Stowarzyszenie „Zamojski Klub Jazzowy im. Mieczysława Kosza” w Zamościu. Jego pamięć uczcił zespół RGG Trio, dedykując mu płytę Unfinished Story – Remembering Kosz (Ecnalubma Records, 2007).
18 października 2019 miała miejsce premiera polska filmu fabularnego Ikar. Legenda Mietka Kosza w reżyserii Macieja Pieprzycy z Dawidem Ogrodnikiem w roli tytułowej. Inspiracją dla Macieja Pieprzycy była książka z 1990 Krzysztofa Karpińskiego Tylko smutek jest piękny. Opowieść o Mieczysławie Koszu (nowe uzupełnione wydanie pod tym samym tytułem ukazało się w 2019). W październiku 2019 wychodzi też książka autorstwa reżysera filmu. Jest ona inspirowana życiem muzyka i przedstawia jego biografię z intymnej, pierwszoosobowej perspektywy, skupiając się na odczuciach i wrażeniach, jakimi mógłby się podzielić sam Kosz, gdyby nie jego tragiczna śmierć.
Muzyczne wykształcenie Kosz odebrał uczęszczając do szkół muzycznych w Krakowie: szkoły I stopnia działającej wówczas przy ul. Jozefińskiej i szkoły II stopnia mieszczącej się wówczas przy ul. Warszawskiej. Uczył się gry na fortepianie pod kierunkiem prof. Romany Witeszczakowej.

## Dyskografia
- New Faces in Polish Jazz (Jazz Jamboree ’69) – Muza 1969
- Reminiscence – Muza 1971
- Mieczysław Kosz Trio vol.1–2 – PolJaz PSJ 1975
- The Complete Recordings vol.1–2 – Polonia Records
- Explastation Randers Audio vol.1–3 – Polonia PSJ
- Debiut (Jazz Jamboree '67/68) – Polskie Radio 2024

## Filmografia
- Ikar. Legenda Mietka Kosza (2019) – film biograficzny w reżyserii Macieja Pieprzycy[7]